# 가가와현 선거구
가가와현 선거구(일본어: 香川県選挙区)는 일본의 참의원 선거구이다. 참의원의 1인 선거구 중에서 가장 면적이 작은 선거구이다.

## 선거구 정보
| 지역      | 가가와현 전역          |
| 의원 정수 | 2명 (개선 정수 1명)    |
| 유권자 수 | 807,781명 (2022년 9월) |

## 역대 의원
| 홀수회                         | 홀수회        | 짝수회        | 짝수회                         |
| 의원                           | 선거          | 선거          | 의원                           |
| ------------------------------ | ------------- | ------------- | ------------------------------ |
| 미요시 하지메 (국민협동당)     | 1947년 제1회  | 1947년 제1회  | 가토 쓰네타로 (일본자유당)     |
| 미요시 하지메 (국민협동당)     |               | 1950년 제2회  | 모리사키 다카시 (일본사회당)   |
| 시라카와 가즈오 (무소속)       | 1953년 제3회  |               | 모리사키 다카시 (일본사회당)   |
| 시라카와 가즈오 (무소속)       |               | 1956년 제4회  | 히라이 다로 (자유민주당)       |
| 마스하라 게이키치 (자유민주당) | 1957년 보궐   |               | 히라이 다로 (자유민주당)       |
| 쓰시마 주이치 (자유민주당)     | 1959년 제5회  |               | 히라이 다로 (자유민주당)       |
| 쓰시마 주이치 (자유민주당)     |               | 1962년 제6회  | 히라이 다로 (자유민주당)       |
| 마에카와 단 (일본사회당)       | 1965년 제7회  |               | 히라이 다로 (자유민주당)       |
| 마에카와 단 (일본사회당)       |               | 1968년 제8회  | 히라이 다로 (자유민주당)       |
| 마에카와 단 (일본사회당)       | 1971년 제9회  |               | 히라이 다로 (자유민주당)       |
| 마에카와 단 (일본사회당)       |               | 1974년 보궐   | 히라이 다쿠시 (자유민주당)     |
| 마에카와 단 (일본사회당)       |               | 1974년 제10회 | 히라이 다쿠시 (자유민주당)     |
| 마나베 겐지 (자유민주당)       | 1977년 제11회 |               | 히라이 다쿠시 (자유민주당)     |
| 마나베 겐지 (자유민주당)       |               | 1980년 제12회 | 히라이 다쿠시 (자유민주당)     |
| 마나베 겐지 (자유민주당)       | 1983년 제13회 |               | 히라이 다쿠시 (자유민주당)     |
| 마나베 겐지 (자유민주당)       |               | 1986년 제14회 | 히라이 다쿠시 (자유민주당)     |
| 기오카 준 (일본사회당)         | 1989년 제15회 |               | 히라이 다쿠시 (자유민주당)     |
| 기오카 준 (일본사회당)         |               | 1992년 제16회 | 히라이 다쿠시 (자유민주당)     |
| 마나베 겐지 (자유민주당)       | 1995년 제17회 |               | 히라이 다쿠시 (자유민주당)     |
| 마나베 겐지 (자유민주당)       |               | 1998년 제18회 | 야마우치 도시오 (자유민주당)   |
| 마나베 겐지 (자유민주당)       | 2001년 제19회 |               | 야마우치 도시오 (자유민주당)   |
| 마나베 겐지 (자유민주당)       |               | 2004년 제20회 | 야마우치 도시오 (자유민주당)   |
| 우에마쓰 에미코 (민주당)       | 2007년 제21회 |               | 야마우치 도시오 (자유민주당)   |
| 우에마쓰 에미코 (민주당)       |               | 2010년 제22회 | 이소자키 요시히코 (자유민주당) |
| 미야케 신고 (자유민주당)       | 2013년 제23회 |               | 이소자키 요시히코 (자유민주당) |
| 미야케 신고 (자유민주당)       |               | 2016년 제24회 | 이소자키 요시히코 (자유민주당) |
| 미야케 신고 (자유민주당)       | 2019년 제25회 |               | 이소자키 요시히코 (자유민주당) |
| 미야케 신고 (자유민주당)       |               | 2022년 제26회 | 이소자키 요시히코 (자유민주당) |

## 최근 선거 결과

### 2016년 (제24회)
|  | 65.14% |

|  | 26.13% |

|  | 4.40% |

|  | 4.33% |

### 2019년 (제25회)
|  | 54.00% |

|  | 41.60% |

|  | 4.40% |

### 2022년 (제26회)
|  | 51.50% |

|  | 15.42% |

|  | 13.68% |

|  | 8.64% |

|  | 4.67% |

|  | 3.50% |

|  | 1.84% |

|  | 0.75% |

## 같이 보기
- 가가와현 제1구
- 가가와현 제2구
- 가가와현 제3구